# Huilliche (Sprache)
Huilliche (auch wilhice, williche, veliche) ist eine Sprache in Chile, die zu der kleinen Sprachfamilie der araukanischen Sprachen gehört. Die einzige verwandte Sprache ist das Mapudungun (Sprache der Mapuche). Huilliche wird nur noch von wenigen Tausend (zumeist älteren) Menschen gesprochen und ist nie verschriftet worden.
Die Bezeichnung der Sprache stammt vom Namen der Ethnie (spanisch: Huilliche), deren Name aus Mapudungun wilhi „Süden“ + ce „Leute“ (so viel wie „Südländer“) zusammengesetzt ist.
In Adelaar/Muysken (2004) wird das Huilliche als Dialekt des Mapudungun abgehandelt; es ist mit den (anderen) Mapuche-Dialekten jedoch nicht wechselseitig verständlich. In Ethnologue (2009) hingegen wird das Huilliche als eigenständige Sprache klassifiziert.